# Каширин, Пётр Дмитриевич
Пётр Дмитриевич Каширин (7 [19] апреля 1892, посёлок Форштадт, Верхнеуральский уезд, Оренбургская губерния, Российская империя — 4 февраля 1938, Оренбург, РСФСР, СССР) — участник 1-й мировой, советско-польской и Гражданской войн, один из представителей оренбургского красного казачества, партийный и хозяйственный работник, член ЦИК СССР, брат Н. Д. Каширина и И. Д. Каширина. Расстрелян в 1938 году, реабилитирован посмертно.

## Биография
Родился в семье казака-учителя, позднее выбранного станичным атаманом, Д. И. Каширина. В 1913 году окончил Оренбургское казачье военное училище. Участник Первой мировой войны, хорунжий Русской императорской армии, воевал на Юго-Западном фронте с 1914 по 1918 год. Был контужен и попал в германский плен, из которого освобождён в декабре 1918 г. В составе 30-й стрелковой дивизии Красной Армии участвовал в освобождении Урала от войск А. В. Колчака в 1919 году, в качестве комиссара 10-й кавалерийской дивизии в 1920 году — в войне с Польшей. Вырываясь из окружения, был интернирован на территорию к тому времени нейтральной Германии. После нескольких попыток побега был перевезён к бельгийской границе. С помощью представителей русской секции «Спартак» на пароходе переправился в Эстонию и в ноябре 1920 года прибыл в Москву, сохранив документы политотдела, партбилет и личное оружие.
Находился на партийно-хозяйственной работе с декабря 1920 года: заведующий инструкторским отделом Челябинского губкома (1921), заместитель председателя Челябинского губисполкома (1922). Делегат 1-го Всесоюзного съезда Советов, на котором был избран членом ЦИК СССР (1922). Был делегатом 15-й Всесоюзной партийной конференции (1924).
С 14 июня 1926 года являлся председателем Оренбургского губернского исполнительного комитета, затем с 4 сентября 1931 по 13 сентября 1933 года председателем исполнительного комитета Оренбургского городского совета. Назначен первым директором Оренбургского сельскохозяйственного института. На момент ареста являлся управляющим областного коммунального банка, проживал в г. Оренбурге.

## Репрессии
Арестован 6 июня 1937 года в Оренбурге на основании ложного доноса Н. Т. Фокина-Уральского. На первом же допросе у начальника Управления НКВД А. И. Успенского Каширин сообщил о якобы существовавшей в Оренбурге с 1931 годавоенно-казачьей контрреволюционной организации, штаб которой создан Петром Дмитриевичем Кашириным по заданию Бухарина, Рыкова и Томского. Заявив и о собственной «работе» в «штабе», назвал состав; на первом месте — «бывший казачий офицер, бывший председатель Оренбургского губисполкома Пётр Дмитриевич Каширин». Внесен в сталинский расстрельный список от УНКВД Оренбургской обл. за 7 декабря 1937 г. («за» 1-ю категорию Сталин, Молотов, Жданов). Осуждён 4 февраля 1938 года года выездной сессией Военной коллегии Верховного суда СССР к ВМН (члены ВКВС СССР Г. Алексеев, А. Горячев, Микляев). Расстрелян в тот же день в числе 60 осужденных (в том числе Фокина-Уральского). Предполагаемое место захоронения — Зауральная роща г. Оренбурга. Реабилитирован посмертно 14 ноября 1957 года.

## Память
- Имя братьев Кашириных носят улицы в городах Оренбург, Кунгур, Челябинск, Краматорск, Сибай.